# Automotore FS 213
Gli automotori FS 213 sono stati un gruppo di locomotive da manovra delle Ferrovie dello Stato (FS).
Nel gruppo 213 le FS inserirono locomotive di varia provenienza ma accomunate dalle caratteristiche tipiche dei mezzi da manovra, e in particolare dalla potenza minore di 200 CV (equivalente a 147 kW) e dalla possibilità di essere condotte da personale diverso da quello del Servizio Materiale e Trazione, generalmente operai d'armamento e manovali in possesso d'una abilitazione alla condotta limitata a tali mezzi, per motivi di economia.
La maggior parte degli automotori del gruppo 213 arrivarono in Italia durante la seconda guerra mondiale a seguito delle truppe d'occupazione tedesche. Nel dopoguerra 17 vennero rilevati dalle FS e inseriti nel proprio parco, ove hanno prestato servizio fino agli anni ottanta.
Automotori dello stesso tipo, ceduti dalle ferrovie tedesche e acquistati sul mercato dell'usato da varie imprese italiane di manutenzione dell'infrastruttura ferroviaria, sono ancora in servizio all'inizio del XXI secolo.
Ai 213 d'origine tedesca vanno aggiunti 4 esemplari unici, anche di tipo sperimentale, radiati a partire dagli anni settanta.

## Premesse

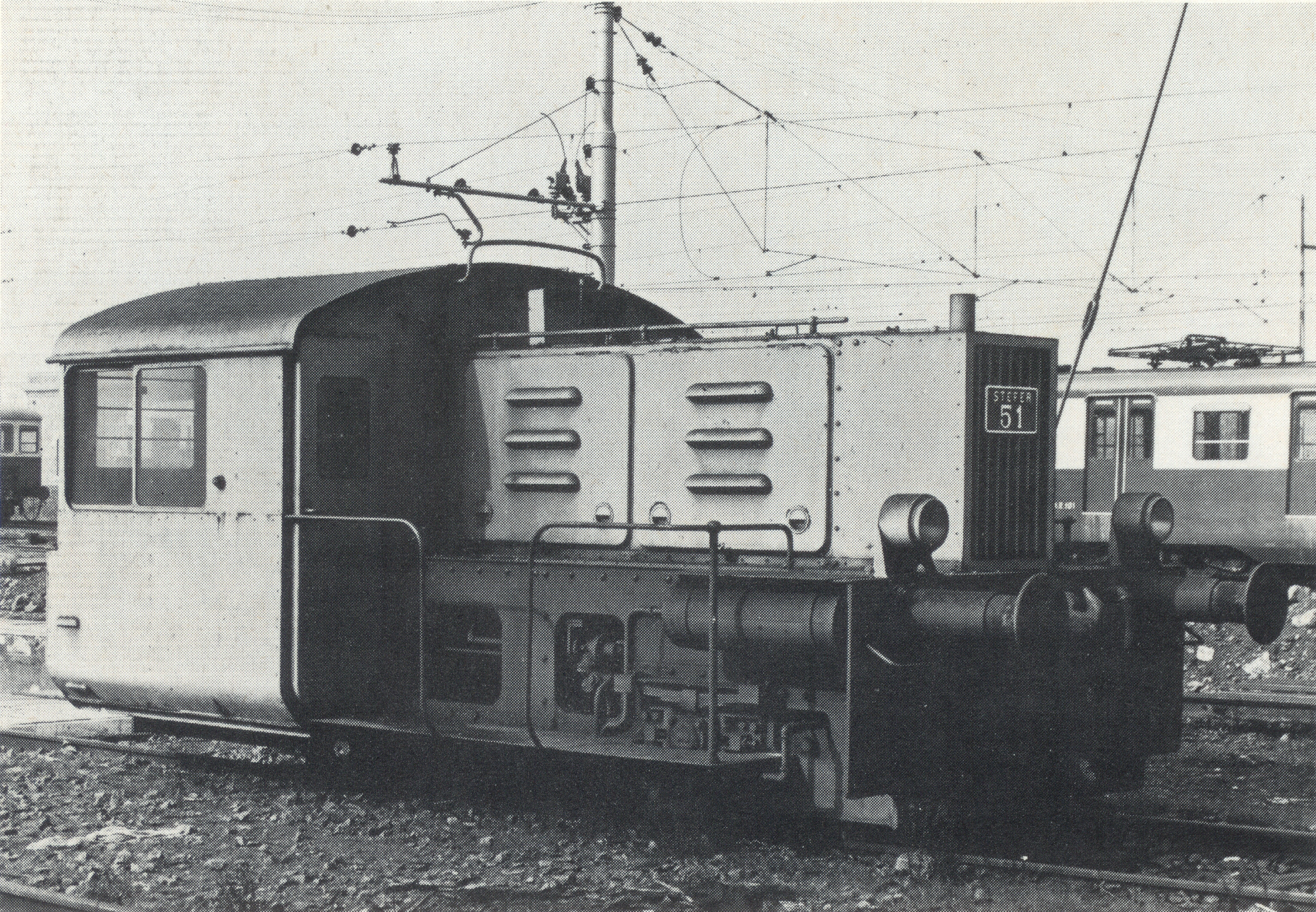
Il locomotore D 51, tipo Kö, della Ferrovia Roma-Lido

Gli automotori FS 213 sono un gruppo piuttosto eterogeneo di mezzi di trazione da manovra a scartamento normale che all'indomani della seconda guerra mondiale raccolse 17 locomotive della serie K 4000 abbandonate in Italia dalle truppe tedesche di occupazione. Si trattava di macchine con motore a combustione interna del tipo comunemente indicato con la sigla Kö per quelle a ciclo Diesel o Kb per quelle a ciclo Otto (Köe o Kbe per quelle a trasmissione elettrica) seguita da un numero progressivo a partire da 4000, costruite in migliaia di esemplari dall'industria tedesca tra il 1932 e il 1959 e presenti fino al principio del XXI secolo su tutta la rete italiana come locomotive da cantiere.
Ai primi 17 automotori immatricolati nel parco FS come 213.901-917 si aggiunsero due ulteriori unità in pessimo stato ricostruite nel 1953, che ricevettero la numerazione 213.918-919; nel 1958 venne acquisito un prototipo di costruzione Ranzi caratterizzato dal giunto fluidomeccanico brevettato dal costruttore, numerato 213.920, e nel 1961 il gruppo 213 venne completato con l'acquisizione del 213.921, costruito da Orenstein & Koppel.

## Storia
Le locomotive, immatricolate nelle Ferrovie dello Stato in numero di 17 unità a partire dalla fine della seconda guerra mondiale, erano state prodotte tra il 1933 e il 1936 in vari stabilimenti di produzione della Germania allo scopo di sostituire in alcuni servizi, di manovra e di brevi tradotte in linea, le locomotive da treno; vennero abbandonate dall'esercito nazista in ritirata e incamerate nel parco delle FS come preda bellica con numerazione 213.901-917.
Ulteriori 4 unità rimasero in dotazione alla Ferrovia Torino-Ceres, alle Ferrovie e Tramvie Vicentine, alla STEFER e alla Società Veneta.
Gli automotori del gruppo 213 entrarono in funzione in vari impianti dei compartimenti FS di Ancona, Genova, Roma, Torino, Venezia e Verona già a partire dall'estate 1945, cominciando ad essere alienati verso la fine degli anni settanta, per essere completamente soppiantati da macchine di tipo più moderno nei primi mesi del 1985.
Diversa sorte toccò invece agli automotori della stessa serie importati in Italia tra gli anni cinquanta e gli anni ottanta da aziende munite di raccordi o imprese di lavori e manutenzioni ferroviarie, destinati a rimanere in Italia ancora per lunghi anni a testimonianza della bontà di una concezione tecnica sviluppata oltre cinquant'anni prima.

## Caratteristiche

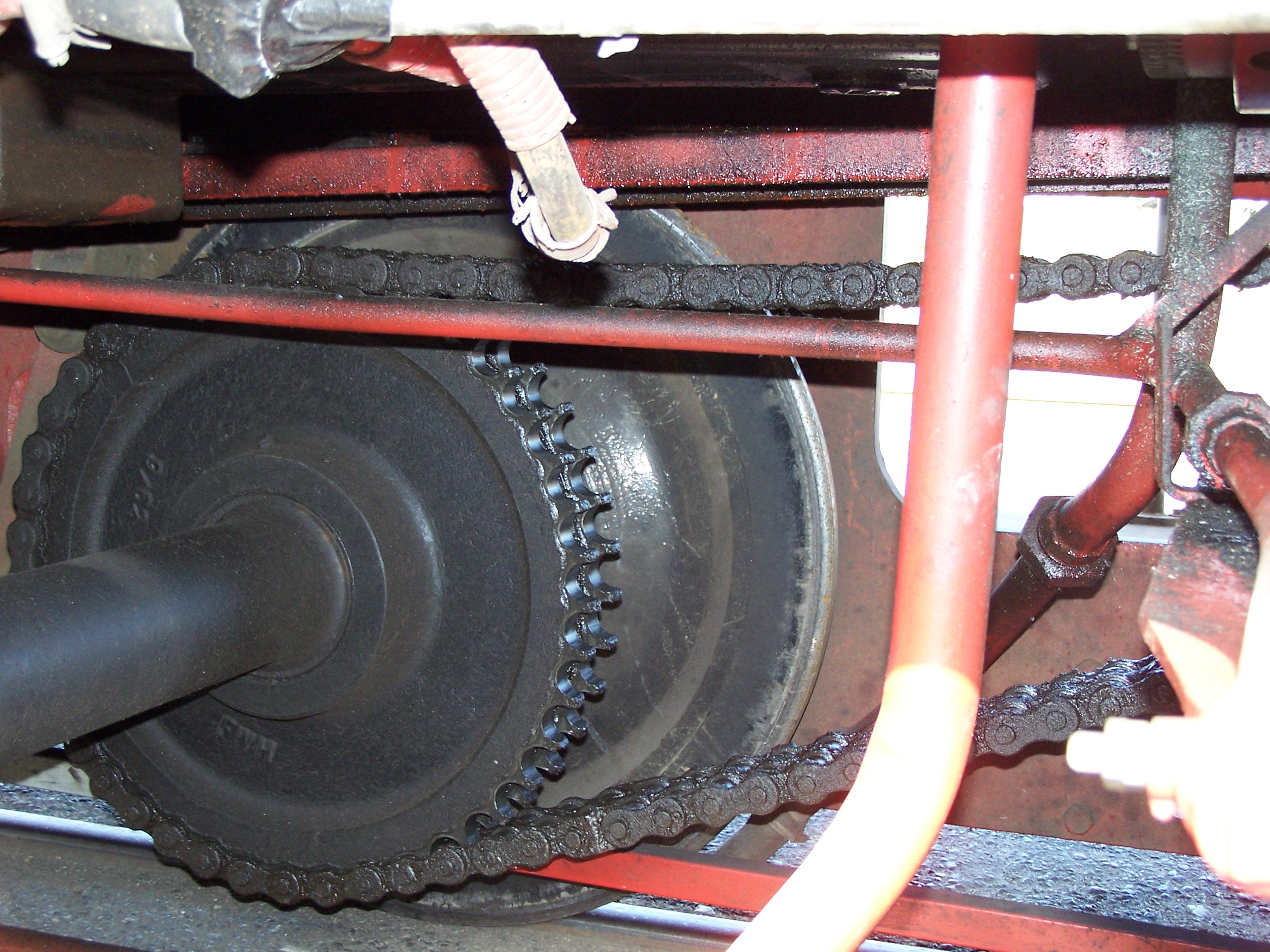
Particolare della trasmissione meccanica a catena

Gli esemplari in dotazione alle FS erano a trasmissione meccanica; facevano eccezione il 213.901 e 213.902 ex DRG 4082 e 4097, che erano forniti di generatrice e motori elettrici di trazione AEG & Siemens. Di questi il 902 aveva l'eccitazione compound sia della generatrice che del motore. La motorizzazione era Diesel eccetto che per il 213.902 che aveva il motore a benzina con una potenza di 77 Kw a 2000 giri/min, mentre il 213.901 aveva una potenza di 83 Kw (113 CV) a 1900 giri al minuto. 
Gli esemplari in dotazione alle ferrovie in concessione sono tutti dotati di motore diesel e trasmissione meccanica ad eccezione del 213.906 che aveva trasmissione con giunto idraulico. La motorizzazione originale, quanto mai variegata, a 3, 4 o 6 cilindri, con potenze variabili tra i 50 e i 75 CV, è stata nel tempo uniformata mediante rimotorizzazione con motore OM/Saurer tipo BXD da 150 CV eccetto che per il 213.902 che, in luogo del vecchio motore a benzina, ha ricevuto un motore diesel FIAT 366 da 105 CV e il 213.910 che ne ha avuto uno FIAT, tipo 355C, da 75 CV.
Nel 1974 l'unità 213.913 venne modificata nelle officine del deposito locomotive di Bologna con l'applicazione di un giunto idraulico FIAT tra motore e cambio per ovviare all'inconveniente dell'eccessiva usura della frizione conseguente alla maggiore potenza del motore OM/Saurer. In seguito venne modificato anche il 213.906; nonostante il buon risultato la modifica rimase limitata ai due soli esemplari in ragione dei costi elevati, non giustificabili a causa dell'obsolescenza dei rotabili interessati.

### Differenze e modifiche

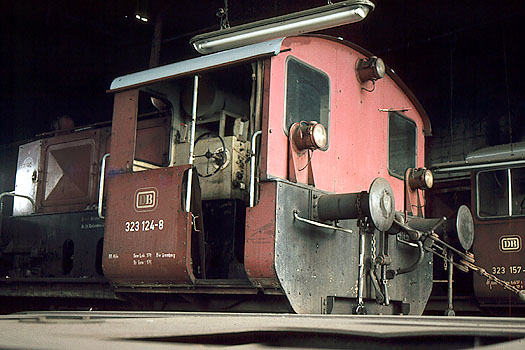
Cabina di guida del tipo aperto

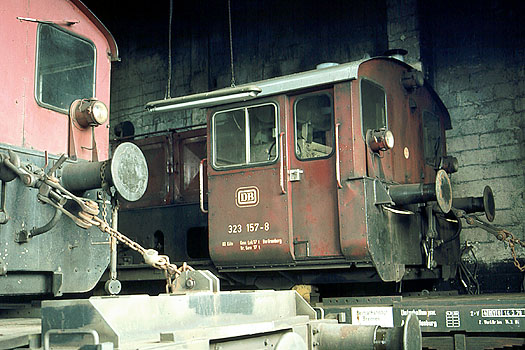
Cabina di guida di tipo chiuso

L'eterogeneità dei rotabili era avvertibile anche esteriormente in quanto alcuni di essi avevano la cabina di guida interamente chiusa, con porte e finestrini, altri invece aperta (simile a quella di molte locomotive a vapore). Altra differenza evidente era rappresentata dal posizionamento dei vari serbatoi cilindrici dell'aria compressa o del carburante. Differente era anche la forma del "muso" anteriore, della fanaleria, dei panconi con i respingenti e dei corrimano. Un automotore, il 213.903, è rimasto privo fino all'ultimo del freno ad aria compressa.

### La livrea
All'atto dell'immissione nel parco rotabili delle Ferrovie dello Stato gli automotori rivestivano la livrea della Deutsche Reichsbahn, nera con tetto grigio e fasce frontali rosse. Questa venne mantenuta fino all'inizio degli anni cinquanta: da tale periodo in poi fu adottata la livrea grigio delta FS eccetto che per alcuni rotabili che ne ebbero una in castano e isabella. Negli anni sessanta furono gradatamente uniformati alla livrea degli altri rotabili da manovra, con la carrozzeria color verde vagone (una particolare tonalità di verde in uso nel primo trentennio del ventesimo secolo sulle carrozze viaggiatori) e tetto color alluminio con fasce frontali rosse. Per ultimo in epoca più recente sono state aggiunte le fasce orizzontali gialle.

## Località di assegnazione
Gli automotori hanno trovato utilizzo, a partire dal 1945, nell'Italia centro-settentrionale, specialmente nei Compartimenti ferroviari di Torino, Verona, Venezia, Genova, Bologna, Ancona e Roma.

## Quadro statistico
| Gruppo e numero FS | Gruppo e numero DR | Fabbrica           | Anno fabbricazione | Motore origine                | Potenza (kW) | Data accantonamento             |
| ------------------ | ------------------ | ------------------ | ------------------ | ----------------------------- | ------------ | ------------------------------- |
| 213.901            | Köe 4082           | Borsig/AEG         | 1933-1934          | Deutz, 6 cilindri, 4 tempi    | 75           | 1984/85                         |
| 213.902            | Kbe 4097           | Henschel/Siemens   | 1933-1934          | Henschel, 4 cilindri, 4 tempi | 74           | 1984/85                         |
| 213.903            | Kö 4302            | Krauss Maffei      | 1933-1934          | MAN, 3 cilindri, 4 tempi      | 65           | 1984/85                         |
| 213.904            | Kö 4346            | Orenstein & Koppel | 1934               | O&K/Acro, 4 cilindri, 4 tempi | 65           | 1984/85                         |
| 213.905            | Kö 4358            | Orenstein & Koppel | 1934               | Deutz, 6 cilindri 4 tempi     | 75           | 1976 (incidente), demolito 1978 |
| 213.906            | Kö 4419            | Jung               | 1934               | Kämper, 4 cilindri, 4 tempi   | 60           |                                 |
| 213.907            | Kö 4420            | Jung               | 1934               | Kämper, 4 cilindri, 4 tempi   | 60           | 1984/85                         |
| 213.908            | Kö 4501            | Henschel           | 1934               | Deutz, 6 cilindri 4 tempi     | 75           | 1984/85                         |
| 213.909            | Kö 4571            | Krupp              | 1934               | Krupp, 4 cilindri, 4 tempi    | 65           | 1984/85                         |
| 213.910            | Kö 4588            | Krupp              | 1934               | Krupp, 4 cilindri, 4 tempi    | 65           | 1984/85                         |
| 213.911            | Kö 4592            | Krupp              | 1934               | Krupp, 4 cilindri, 4 tempi    | 65           | demolito novembre 1984          |
| 213.912            | Kö 4644            | Jung               | 1934               | Jung, 3 cilindri, 2 tempi     | 50           | 1984/85                         |
| 213.913            | Kö 4794            | Schwartzkopff      | 1935               | Kämper, 4 cilindri, 4 tempi   | 60           | 1984/85                         |
| 213.914            | Kö 4875            | Jung               | 1936               | Kämper, 4 cilindri, 4 tempi   | 60           | 1984/85                         |
| 213.915            | Kö 4891            | Deutz              | 1936               | Deutz, 6 cilindri 4 tempi     | 75           |                                 |
| 213.916            | Kö 4892            | Deutz              | 1936               | Deutz, 6 cilindri 4 tempi     | 75           | 1984/85                         |
| 213.917            | Kö 4895            | Deutz              | 1936               | Deutz, 6 cilindri 4 tempi     | 75           | 1984/85                         |
| 213.918            | Kö                 | Orenstein &Koppel  | 1936               | O&K                           | 35           | 1984                            |
| 213.919            | Kö                 | Ansaldo            | 1953               | Cummins                       | 140          | 1984                            |
| 213.920            | -                  | Ranzi              | 1957               | FIAT 355 C                    | 55           | 1984                            |
| 213.921            | Kö                 | Orenstein & Koppel | 1950               | O&K Montania 3D               | 75           | 1972                            |

(Dati desunti da: Cervigni, p. 21)